# ماوریس استار
ماوریس استار (انگلیسی: Maurice Starr؛ زادهٔ ۱۹۵۳) یک موسیقی‌دان اهل ایالات متحده آمریکا است.